# Joan Carles de Borbó i de Bragança
Joan Carles de Borbó i de Bragança (Palau d'Aranjuez, 15 de maig de 1822 - Brighton, 21 de novembre de 1887) fou comte de Montizón i pretendent carlí al tron d'Espanya amb el nom de Joan III.

## Família
Fill de l'infant Carles Maria Isidre de Borbó i de la infanta Maria Francesca de Portugal i germà de Carles Lluís i de Ferran de Borbó i de Bragança. Net per via paterna del rei Carles IV d'Espanya i de la princesa Maria Lluïsa de Borbó-Parma i per via materna ho era del rei Joan VI de Portugal i de la infanta Carlota Joaquima d'Espanya. Es va convertir en el pretendent carlí dues vegades (1849 i 1860) a causa de les renúncies del seu germà gran, Carles VI.
Casat el dia 6 de febrer de 1847 amb l'arxiduquessa Maria Beatriu d'Àustria-Este a la ciutat de Mòdena. Maria Beatriu era filla del duc Francesc IV de Mòdena i de la princesa Maria Beatriu de Savoia. La parella tingué dos fills:
- SAR l'infant Carles de Borbó, duc de Madrid, nat a Laibach el 1847 i mort a Varese (Llombardia) el 1909. Es casà en primeres noces amb la princesa Margarida de Borbó-Parma i en segones noces amb la princesa Berta de Rohan.
- SAR l'infant Alfons de Borbó, nat a Londres el 1849 i mort a Viena el 1936. Es casà en primeres noces amb la infanta Maria Neus de Portugal.

## L'exili carlí
Partí a l'exili portuguès i després anglès amb la seva família l'any 1832 en no acceptar la infanta Isabel com a reina Isabel II d'Espanya.
El 23 d'abril de 1860 el seu germà gran, el pretendent Carles Lluís de Borbó i de Bragança, després de ser detingut per la Revolta de Sant Carles de la Ràpita fou obligat a firmar la renúncia als seus drets al tron d'Espanya. Immediatament Joan s'erigí com a pretendent carlí. No obstant això, el seu germà Carles se'n desdigué i recuperà els drets al tron.
A la mort de Carles Lluís de Borbó i de Bragança el 1861, els drets tornaren a caure en Joan, el qual era –curiosament- un liberal convençut i canvià profundament l'orientació del carlisme acceptant la instauració d'un règim liberal; ara bé, no acatà en cap cas ni el règim isabelí ni la figura de la reina Isabel II d'Espanya. Era un admirador del progrés, d'Itàlia i de Garibaldi, amant de viatjar i dels idiomes. La seva esposa, Beatriu d'Àustria-Este, arxiduquessa d'Àustria i germana de Francesc V de Mòdena (radicalment diferent a ell) i la seva madrastra Maria Teresa de Bragança (princesa de Beira) el van considerar incapaç de dirigir el carlisme i l'obligaren a cedir els drets en el seu fill gran Carles de Borbó i Àustria-Este (futur Carles VII).
Separat de la seva esposa i rebutjat pels carlins (que el titllaren de «boig liberal»), va dedicar-se a llegir, viatjar, practicar esports i patrocinar expedicions científiques. Anècdotes sobre ell diuen que quan necessitava diners deia que subhastava, com a "rei" d'Espanya, el Museu del Prado o el Parc del Retiro. Tot i aprofitar-se de la seva posició continuava defensant el sistema liberal, la llibertat de premsa i la llibertat individual.
El periòdic carlí La Esperanza va arribar a fer públic un article on deia d'ell: "Lo que conviene a don Juan de Borbón, como a todos los príncipes que toman su rumbo, es ir a una casa de locos. Si la hubiera especial para bobos, aún nos parecería mejor".
Anècdotes a part, fou, segurament, el membre més erudit de tota la família reial carlina; ja que parlava set idiomes, era bon músic amb especialitat pel piano, pescador de coralls i perles, magnífic nedador i remer, inventor, enginyer militar, aficionat als globus i als daguerreotips, caçador i acurat taxidermista (tenia molts coneixements de física, química i botànica).
L'any 1862, Isabel II va permetre que -només ell- tornés a Espanya una temporada. Com que a ell el carlisme li importava més o menys molt poc, no va tenir cap inconvenient en deixar lliure el camí al seu fill Carles VII (1868) renunciant als seus drets dinàstics. Durant la Tercera Guerra Carlina es va presentar un dia a Estella com a inventor i oficial d'enginyers, per oferir-li al seu fill -només per negocis- una espècie de ponts inflables -destinats a les operacions de guerra- que havia inventat.
L'any 1883, a la mort d'Enric de Borbó, comte de Chambord, es convertí en el Cap de la Família Reial francesa i en el Cap de la Casa Capet.
Va acabar per residir a Brighton, Anglaterra, on portà una vida lliure i del seu estil fins a morir-hi tranquil·lament l'any 1887, als 64 anys.